# دوخواهران
دوخواهران، روستایی از توابع بخش سیلاخور شهرستان دورود در استان لرستان ایران است؛ این روستا دومین روستای تولیدکننده زردآلو در ایران می‌باشد.
روستای دوخواهران دارای مکان‌های تفریحی از قبیل دره چنار، دره سیچوع، دارونوع، جو چواشع، کوه زرد، چشمه داریاب و چشمه کوره می‌باشد.
روستای دوخواهران تقریباً ۲ کیلومتر پایین‌تر از سد مروک می‌باشد که از روستاهای پرآب کشور به حساب می‌آید.
تولید برنج این روستا یکی از با کیفیت‌ترین و مرغوبترین برنج‌های محلی ایران می‌باشد.
فاصله این روستا تا مرکز شهر دورود ۲۱ کیلومتر می‌باشد.
حمام روستای دوخواهران مربوط به دوره قاجاریه می‌باشد که در سال ۱۳۸۵با شماره ثبت۱۸۵۲۳به عنوان یکی از آثار ملی ایران به ثبت رسیده‌است.
دوخواهران از شمال به روستای مروک از جنوب به روستای دایی چین و یزد گرد از شرق به روستای کوشک و از غرب به روستای همیانه همسایه و هم‌مرز است. نوشتار این مطالب محمددالوند

## جمعیت
این روستا در دهستان سیلاخور قرار دارد و براساس سرشماری مرکز آمار ایران در سال ۱۳۸۵، جمعیت آن ۳۰ نفر (۷خانوار) بوده‌است.